# Mortain-Bocage
Mortain-Bocage est une commune française située au sud du département de la Manche en région Normandie, peuplée de 2 954 habitants. Elle est créée le 1er janvier 2016 par la fusion de cinq communes, sous le régime juridique des communes nouvelles. Les communes de Bion, Mortain, Notre-Dame-du-Touchet, Saint-Jean-du-Corail et Villechien deviennent des communes déléguées.

## Géographie

### Hydrographie
La commune est située dans le bassin Seine-Normandie. Elle est drainée par la Sélune, la Cance, la rivière de Saint-Jean, le ruisseau de Mesnelle, la Roulante, le ruisseau de Chenilly, le ruisseau du Marignon, le ruisseau du Moulin de Pontorsier, un bras de la Cance, des bras de la Sélune, un bras de Saint-Jean, le cours d'eau 01 de la Blanchère, le cours d'eau 01 de la Chaude Bouvais, le cours d'eau 01 du Grand Jardin, le cours d'eau 02 de la Doitée, le fossé 01 de Bourgis, le fossé 01 de la Bellangeraie, le fossé 01 de la Fieffe Joubin, le fossé 01 de la Grande Gélinais, le fossé 01 de la Halère, le fossé 01 de la Trémelaie, le fossé 01 des Dix Sillons, le fossé 01 des Lorières, le fossé 01 des Rochers de Moulinet, le fossé 01 du Gué Perrou, le fossé 01 du Moulin de Chenilly, le fossé 01 du Petit Hamel, le fossé 02 de la Bellangeraie, le fossé 02 de la Hunelière, le fossé 06 du Parc, le fossé 15 du Mesnil, le Pilon, le ruisseau de Breffeland, le ruisseau de Chevrier, le ruisseau du Gue de Lauge et divers autres petits cours d'eau,.
La Sélune, d'une longueur de 85 km, prend sa source dans la commune de Saint-Cyr-du-Bailleul et se jette  dans la Sée en limite de Courtils et de Vains, après avoir traversé 15 communes. Les caractéristiques hydrologiques de la Sélune sont données par la station hydrologique située sur la commune. Le débit moyen mensuel est de 2,71 m3/s. Le débit moyen journalier maximum est de 28 m3/s, atteint lors de la crue du 28 décembre 1999. Le débit instantané maximal est quant à lui de 42,9 m3/s, atteint le 11 juin 1993.

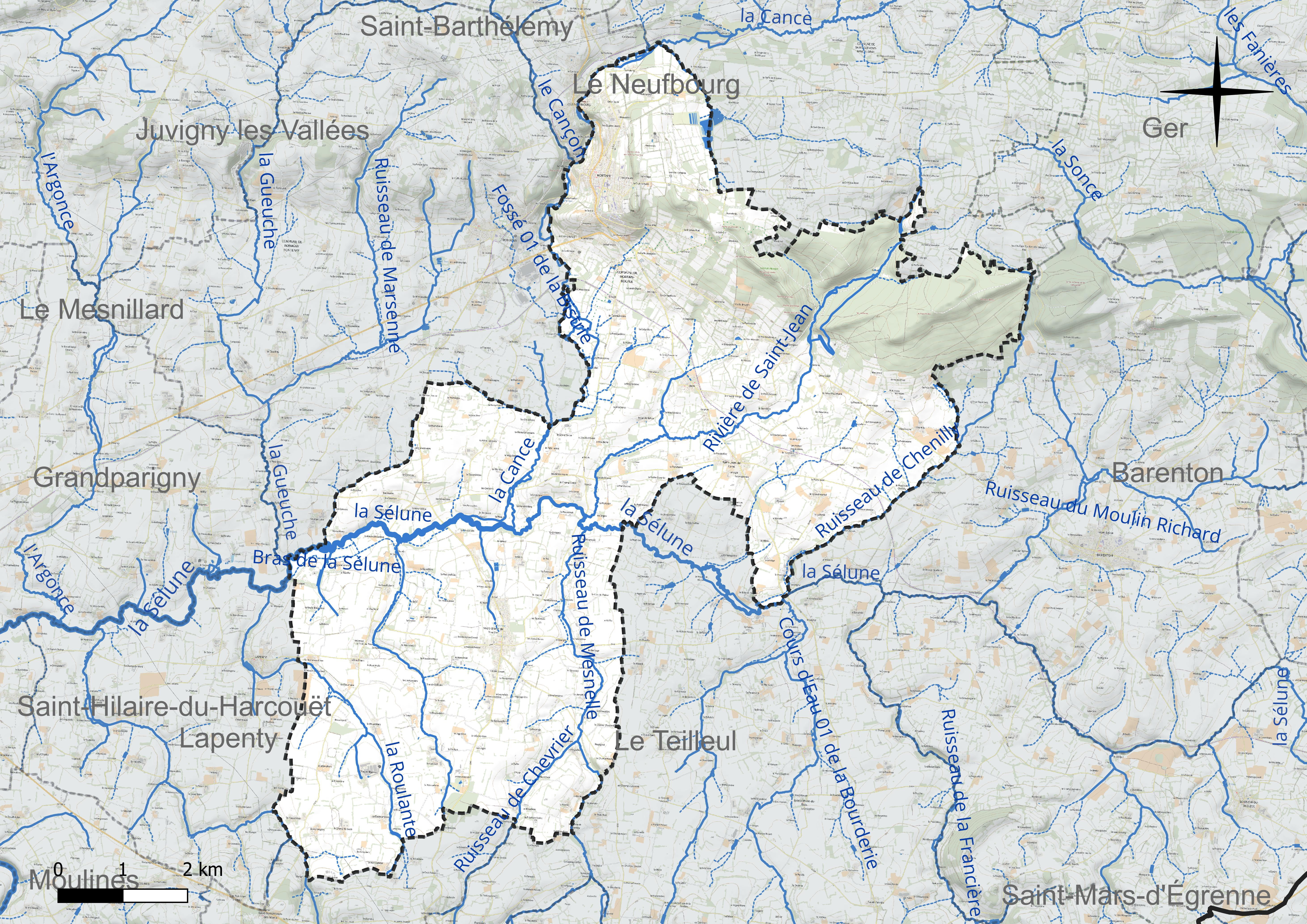
Réseau hydrographique de Mortain-Bocage.

La Cance, d'une longueur de 19 km, prend sa source dans la commune de Ger et se jette  dans la Sélune sur la commune, après avoir traversé cinq communes. 
La rivière de Saint-Jean, d'une longueur de 10 km, prend sa source dans la commune de Saint-Clément-Rancoudray et se jette  dans la Sélune sur la commune. 
Le ruisseau de Mesnelle, d'une longueur de 10 km, prend sa source dans la commune de Buais-Les-Monts et se jette  dans la Sélune sur la commune, après avoir traversé trois communes. 

### Climat
Pour des articles plus généraux, voir Climat de la Normandie et Climat de la Manche.
En 2010, le climat de la commune est de type climat océanique franc, selon une étude du CNRS s'appuyant sur une série de données couvrant la période 1971-2000. En 2020, Météo-France publie une typologie des climats de la France métropolitaine dans laquelle la commune est exposée à un climat océanique et est dans une zone de transition entre les régions climatiques « Normandie (Cotentin, Orne) » et « Bretagne orientale et méridionale, Pays nantais, Vendée ».
Pour la période 1971-2000, la température annuelle moyenne est de 10 °C, avec une amplitude thermique annuelle de 13,7 °C. Le cumul annuel moyen de précipitations est de 1 153 mm, avec 15,4 jours de précipitations en janvier et 9,9 jours en juillet. Pour la période 1991-2020, la température moyenne annuelle observée sur la station météorologique la plus proche, située sur la commune de Saint-Hilaire-du-Harcouët à 13 km à vol d'oiseau, est de 11,5 °C et le cumul annuel moyen de précipitations est de 929,5 mm,. Pour l'avenir, les paramètres climatiques de la commune estimés pour 2050 selon différents scénarios d’émission de gaz à effet de serre sont consultables sur un site dédié publié par Météo-France en novembre 2022.

## Urbanisme

### Typologie
Au 1er janvier 2024, Mortain-Bocage est catégorisée bourg rural, selon la nouvelle grille communale de densité à sept niveaux définie par l'Insee en 2022.
Elle appartient à l'unité urbaine de Mortain-Bocage, une agglomération intra-départementale regroupant deux  communes, dont elle est ville-centre,,. La commune est en outre hors attraction des villes,.

## Toponymie
Le nom est composé du toponyme Mortain, l'ancien chef-lieu de canton avec le suffixe Bocage déjà été utilisé pour Tinchebray-Bocage lorsque la commune nouvelle s'est créé et on trouve dans la Manche d'autres ancien toponymes (Hautteville-Bocage, Teurthéville-Bocage, Reigneville-Bocage, Yvetot-Bocage ) comme de plus nouveau avec Tessy-Bocage.
Le nom a fait l'objet d'une consultation ouverte à tous les habitants et aux jeunes de plus de 15 ans demeurant dans les cinq communes ; 817 personnes ont apporté leur avis sur un choix de quatre propositions :
- Mortain-Bocage: 305 voix
- Mortain : 274 voix
- Mortain-Monts-et-Vallées : 177 voix
- Mortain-en-Baie : 61 voix.

## Histoire

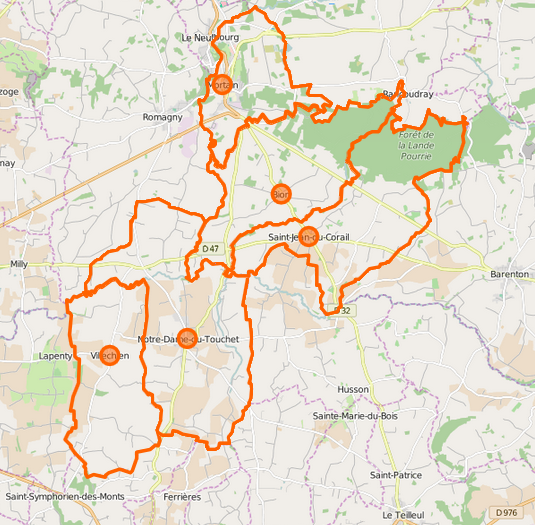
Les cinq communes déléguées.

Une première réflexion s'était engagée en 1972 avec des communes de l'ancien canton de Mortain entre Mortain, Le Neufbourg, Bion, Saint-Jean-du-Corail et Romagny mais celle-ci ne se concrétisa pas.
En 2015, c'est autour de cinq communes que le projet prend forme même si des élus avaient souhaité associer toutes les communes de l’ancienne ComCom de Mortain ; sans continuité géographique, la commune de Saint-Barthélémy qui avait manifesté le souhait de se joindre au projet n'a pas pu être intégrée alors que la commune de Romagny Fontenay va voir le jour en même temps. Saint-Clément-Rancoudray juge en juillet 2015 pour sa part le délai trop court.
Le mercredi 18 novembre, les cinq conseils municipaux approuvent la charte
La commune est créée le 1er janvier 2016 par la fusion de cinq communes, sous le régime juridique des communes nouvelles instauré par la loi no 2010-1563 du 16 décembre 2010 de réforme des collectivités territoriales.
L'arrêté préfectoral fixant les conditions a été publié le 1er décembre 2015

## Politique et administration
| Période      | Période  | Identité         | Étiquette | Qualité |
| ------------ | -------- | ---------------- | --------- | --- |
| janvier 2016 | En cours | Hervé Desserouer | SE        | Conseiller en insertion professionnelle Vice-président de la communauté d'agglomération Mont-Saint-Michel-Normandie Ancien maire de Mortain (2014-décembre 2015) Conseiller départemental depuis 2021 |

## Démographie
L'évolution du nombre d'habitants est connue à travers les recensements de la population effectués dans la commune depuis sa création.
En 2022, la commune comptait 2 954 habitants, en évolution de −0,03 % par rapport à 2016 (Manche : −0,31 %, France hors Mayotte : +2,11 %).
| 2014  | 2015  | 2016  | 2021  | 2022  |
| ----- | ----- | ----- | ----- | ----- |
| 3 078 | 3 013 | 2 955 | 2 943 | 2 954 |

| Nom                   | Code Insee | Intercommunalité | Superficie (km2) | Population (dernière pop. légale) | Densité (hab./km2) |
| --------------------- | ---------- | ---------------- | ---------------- | --------------------------------- | ------------------ |
| Mortain (siège)       | 50359      | CC du Mortainais | 7,44             | 1 536 (2021)                      | 206                |
| Bion                  | 50056      | CC du Mortainais | 12,67            | 375 (2021)                        | 30                 |
| Notre-Dame-du-Touchet | 50381      | CC du Mortainais | 17,65            | 611 (2021)                        | 35                 |
| Saint-Jean-du-Corail  | 50494      | CC du Mortainais | 14,04            | 257 (2021)                        | 18                 |
| Villechien            | 50638      | CC du Mortainais | 10,83            | 164 (2021)                        | 15                 |

## Culture locale et patrimoine

### Patrimoine religieux
- Abbaye Blanche fondée en 1120, elle est ornée de vitraux contemporains de Serge Nouailhat[60].

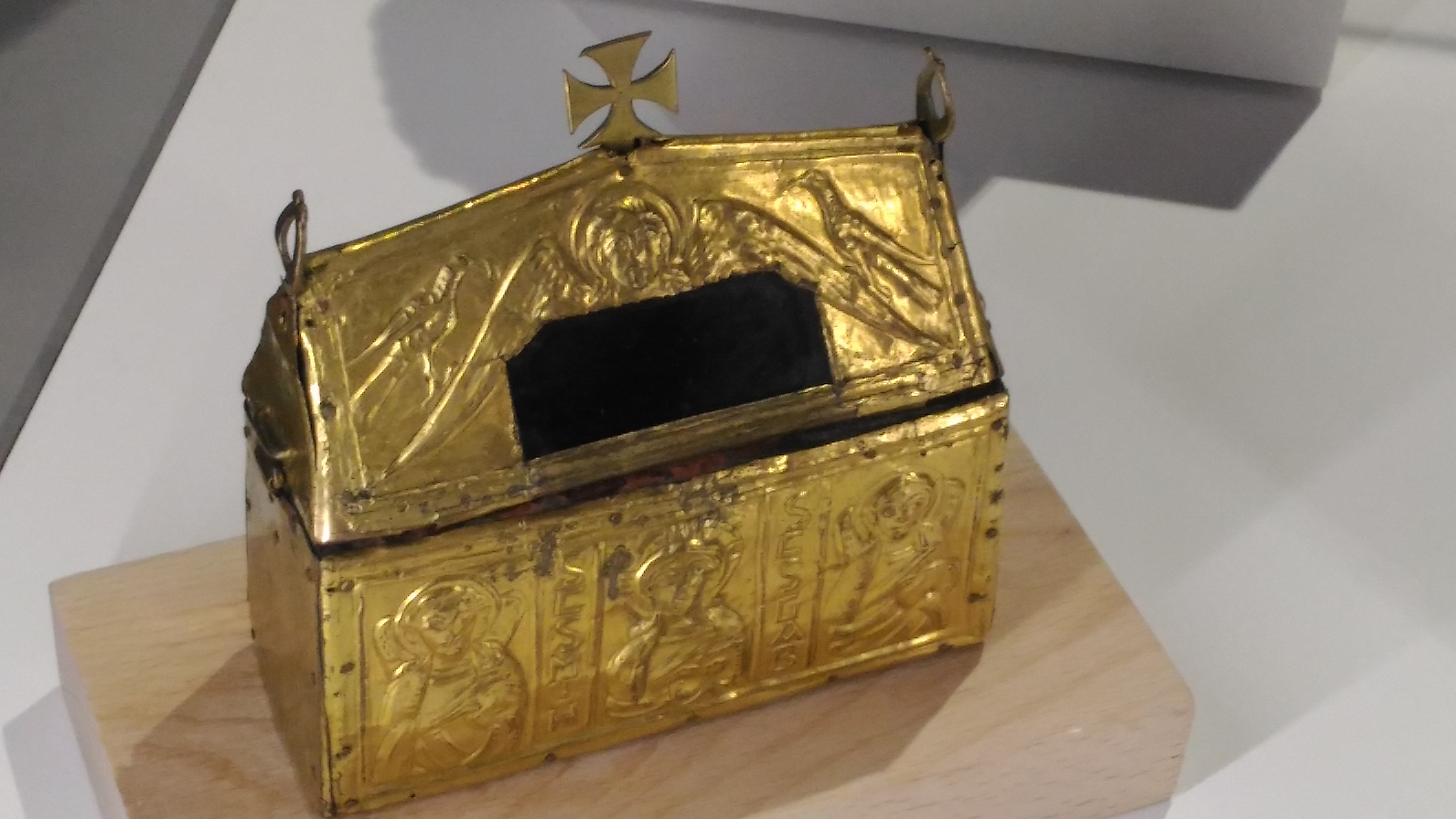
Chrismale (VII).

- Chrismale (VII).Église Saint-Evroult de Mortain et sa salle du Trésor qui abrite le chrismale de Mortain[note 2], objet unique au monde[61].
- La Petite Chapelle Saint-Michel de Montjoie et son belvédère.
- Église Saint-Pierre de Bion (XXe siècle) à Bion, reconstruite après sa destruction au cours de la bataille de Mortain.
- Chapelle de Bourberouge (privée) à Bion, en lisière de la forêt.
- Église Notre-Dame-du-Touchet[note 3].
- La croix de chemin dite « croix Saint Martin » à Notre-Dame-du-Touchet, inscrite à l'inventaire des monuments historiques le 12 avril 1939[62].
- Église  Saint-Jean-Baptiste à Saint-Jean-du-Corail, remaniée au XVIIIe siècle qui abrite une quinzaine d'objets (mobilier, statues, bénitier…) notés au répertoire départemental. La croix du cimetière date de 1626.
- Église Saint-Hilaire de Villechien reconstruite au XIXe siècle[note 4].
- La chapelle de la Bizardière à Villechien. Les villageois s'y rassemblent tous les 15 août pour une messe et un repas champêtre.

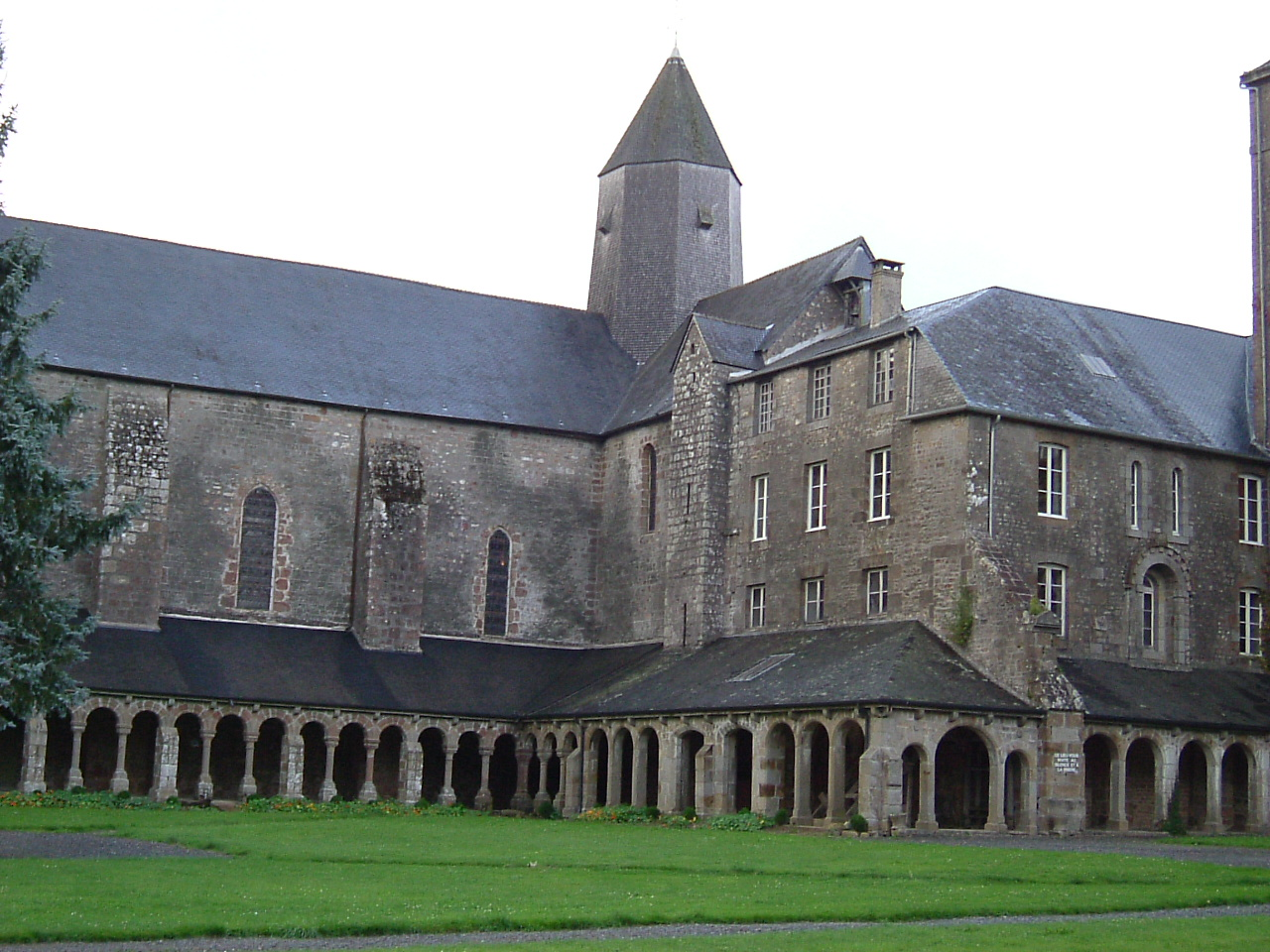
L'abbaye blanche.
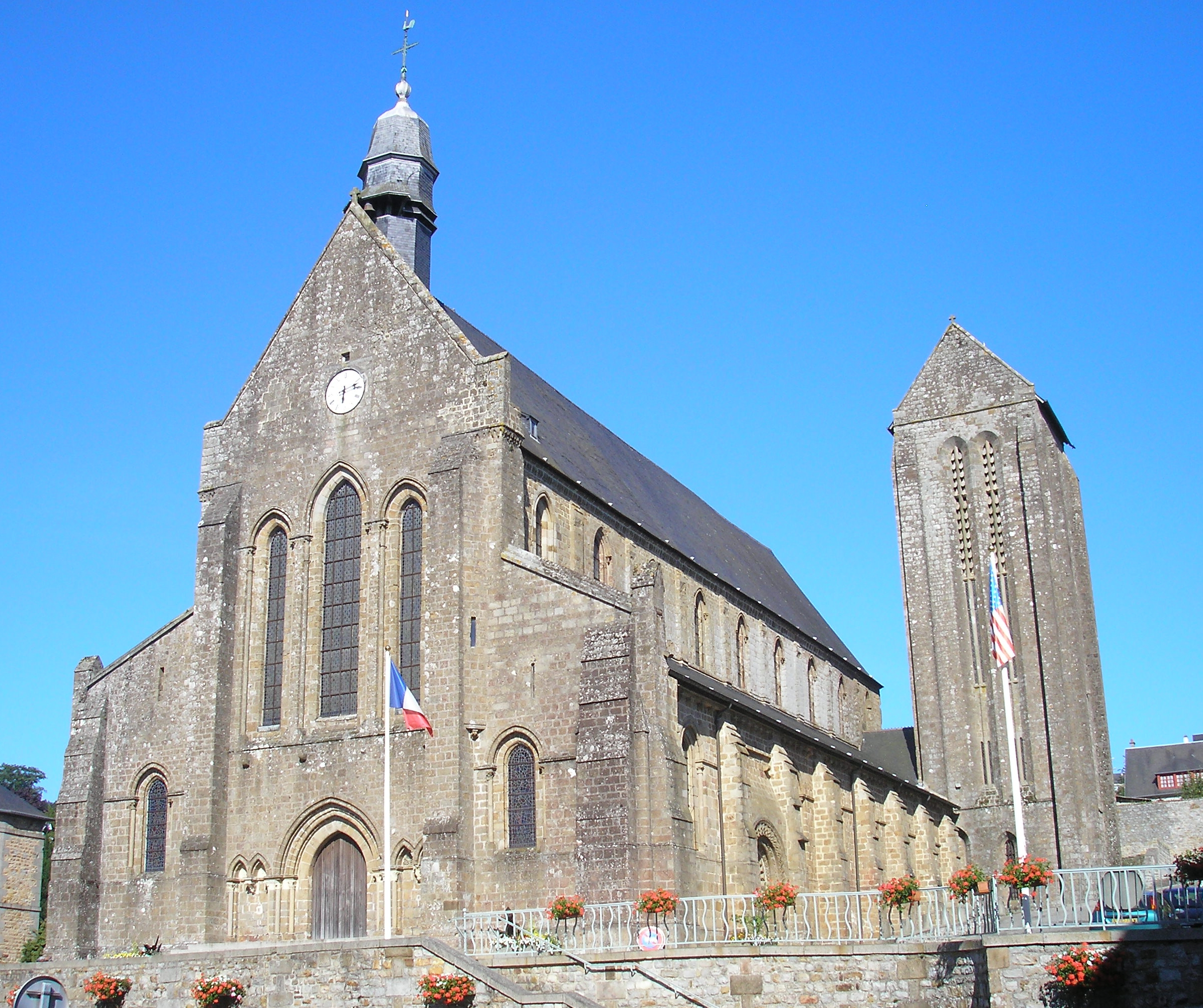
La collégiale.
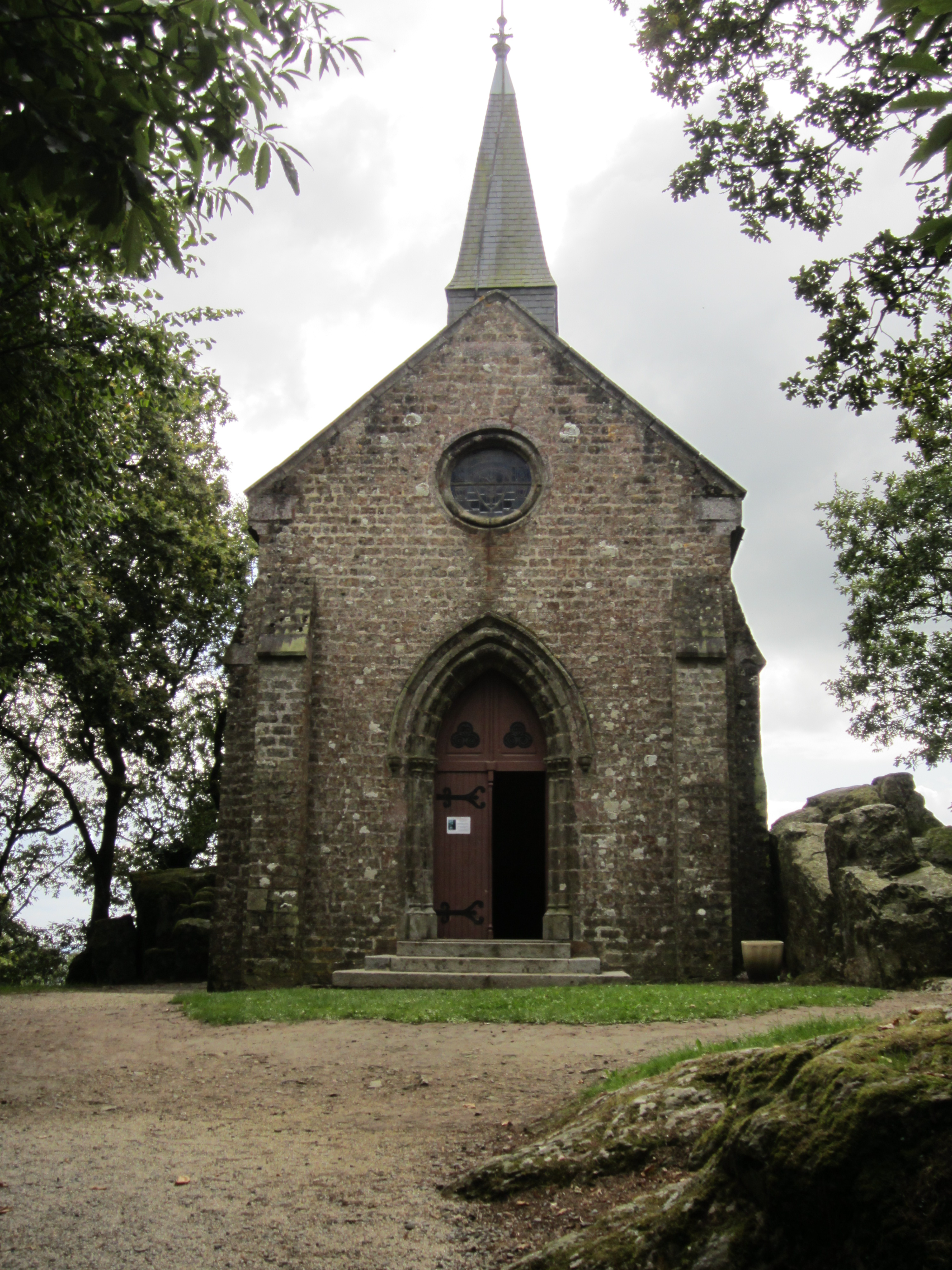
Façade de la chapelle Saint-Michel.
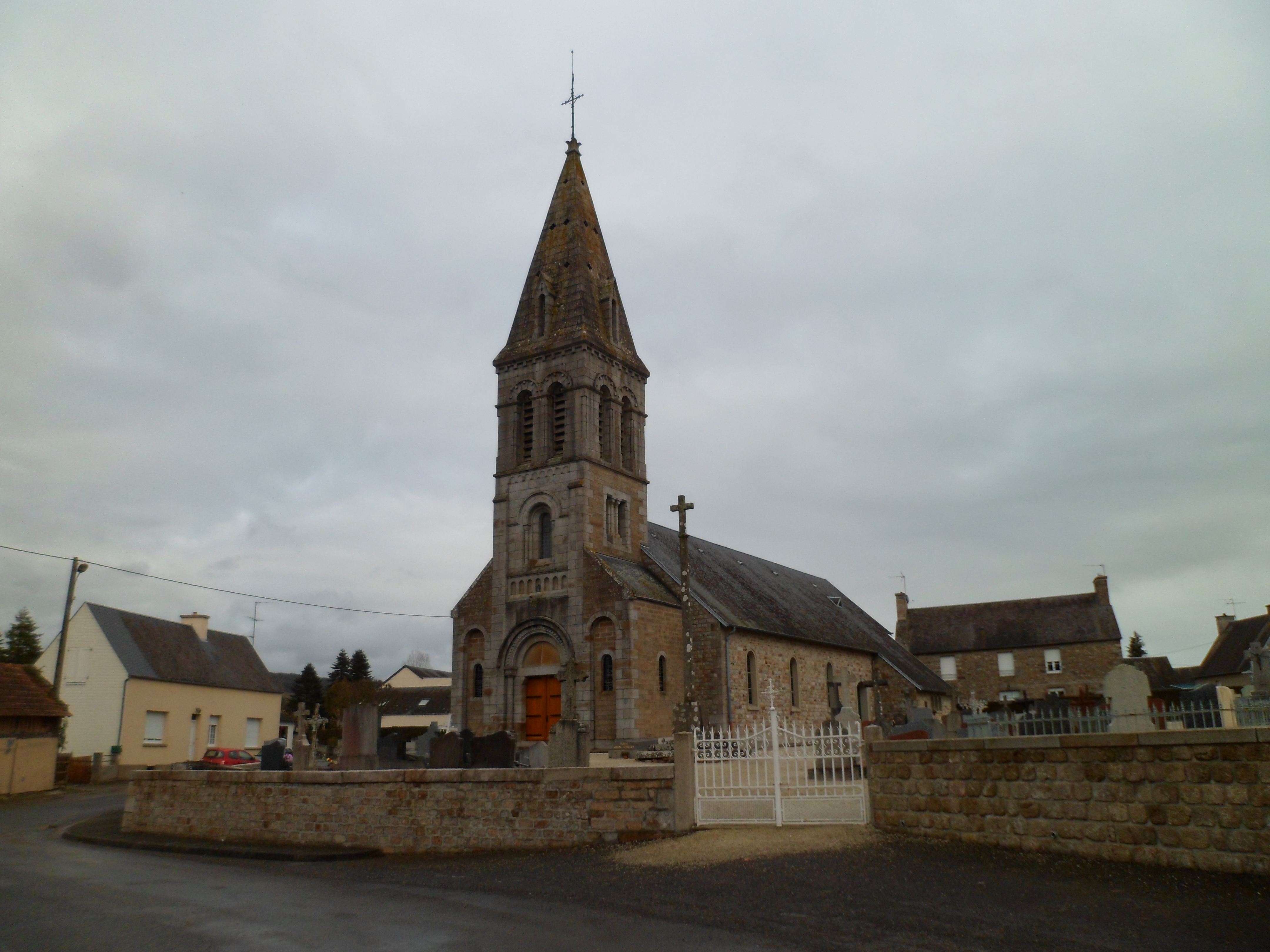
Église Saint-Pierre de Bion.
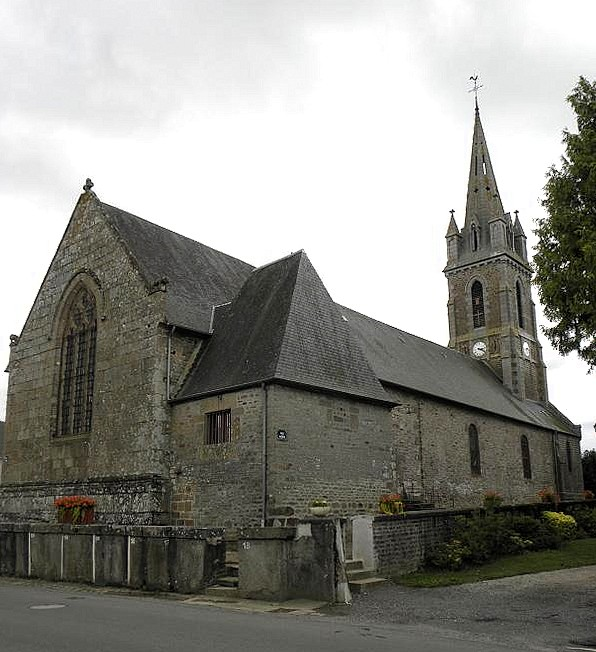
Église de Notre-Dame-du-Touchet.
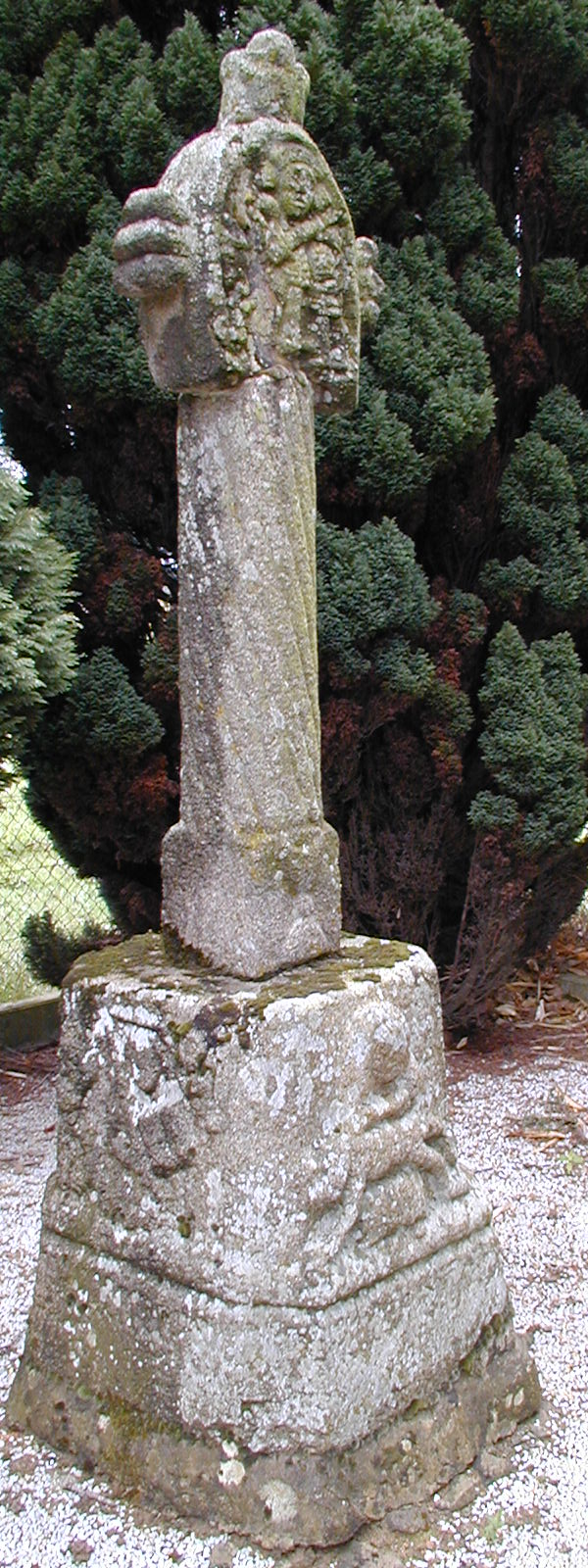
Croix normande dite de Saint-Martin.
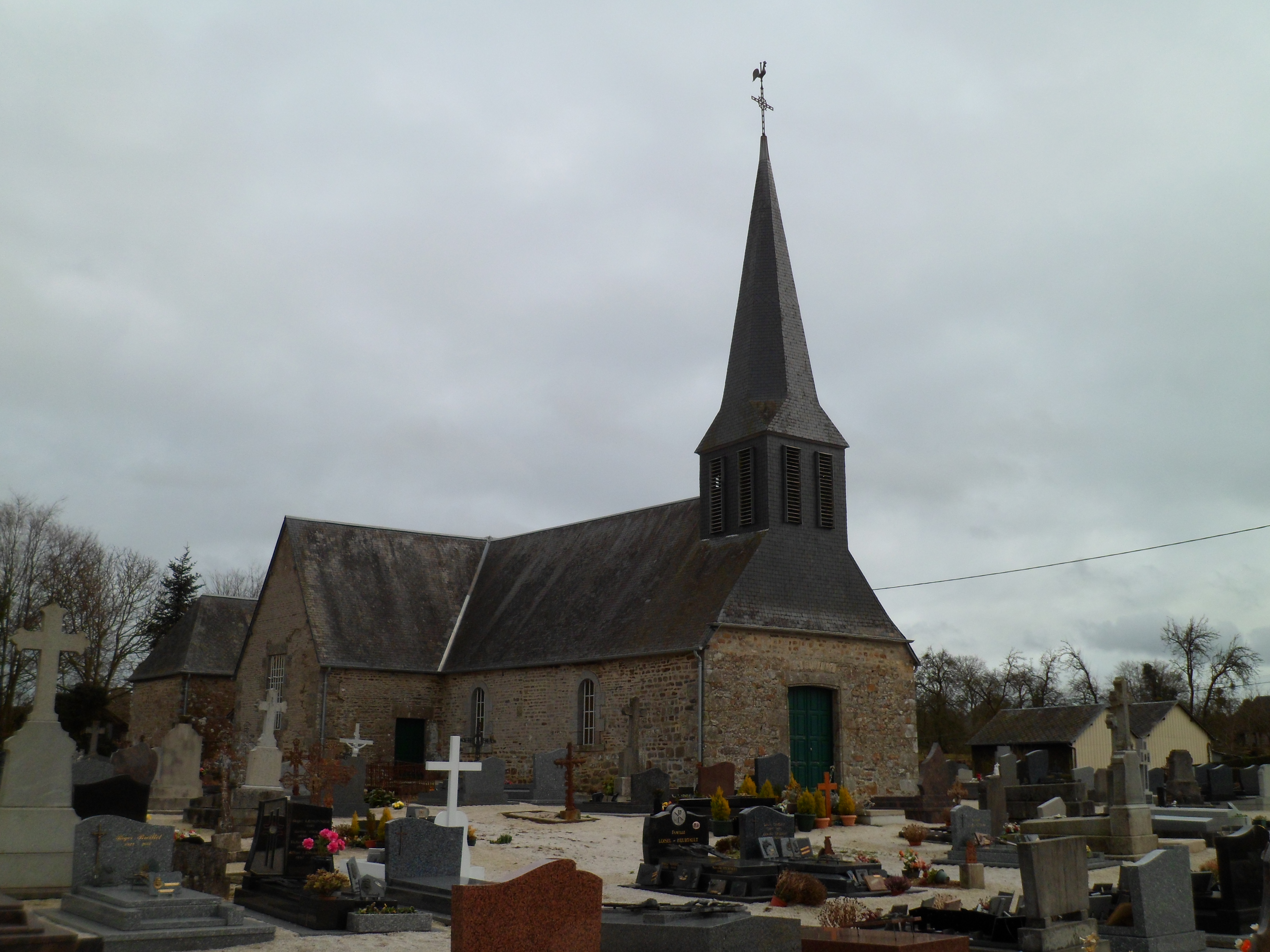
Église Saint-Jean-Baptiste.
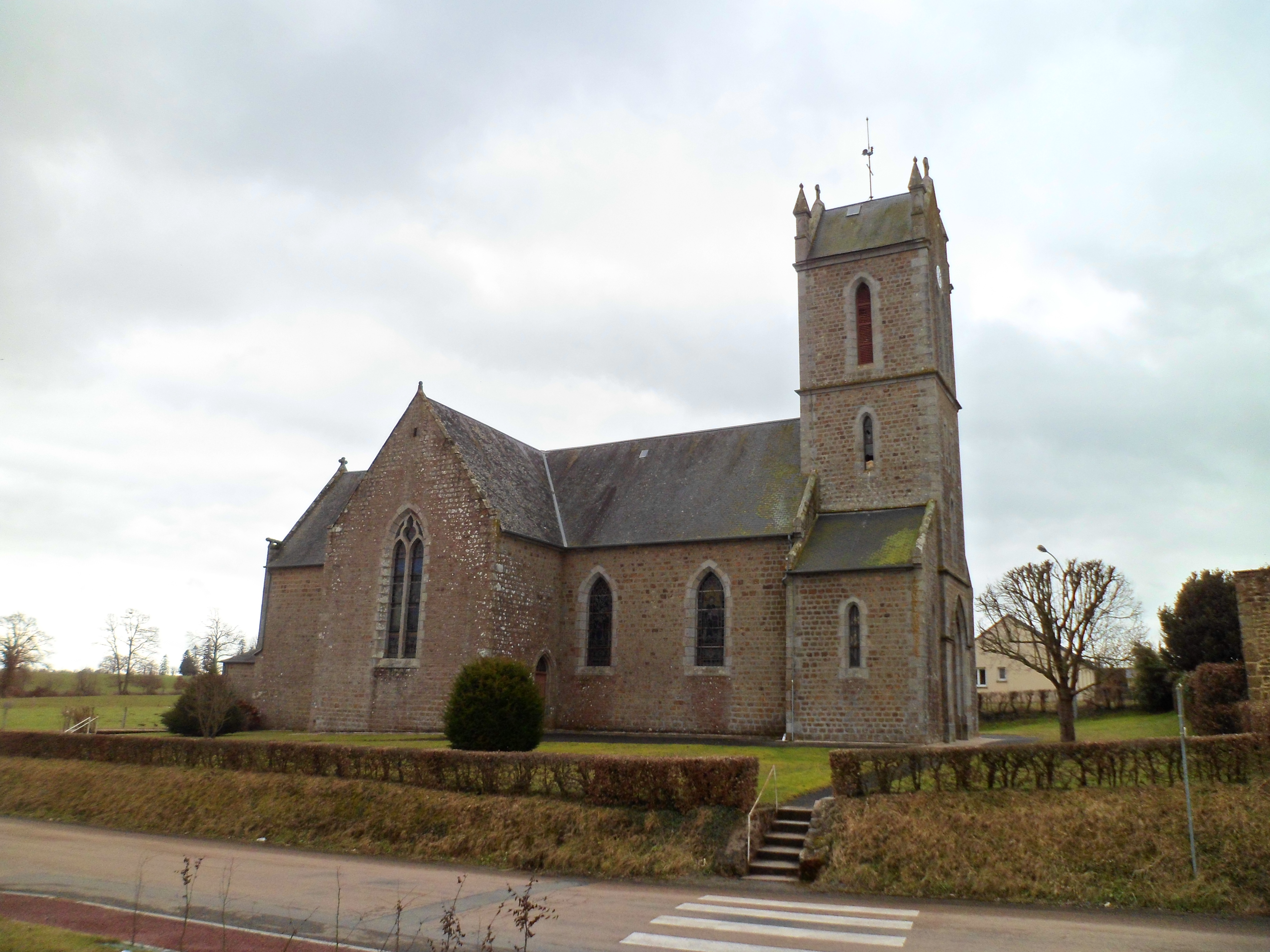
Église Saint-Hilaire.
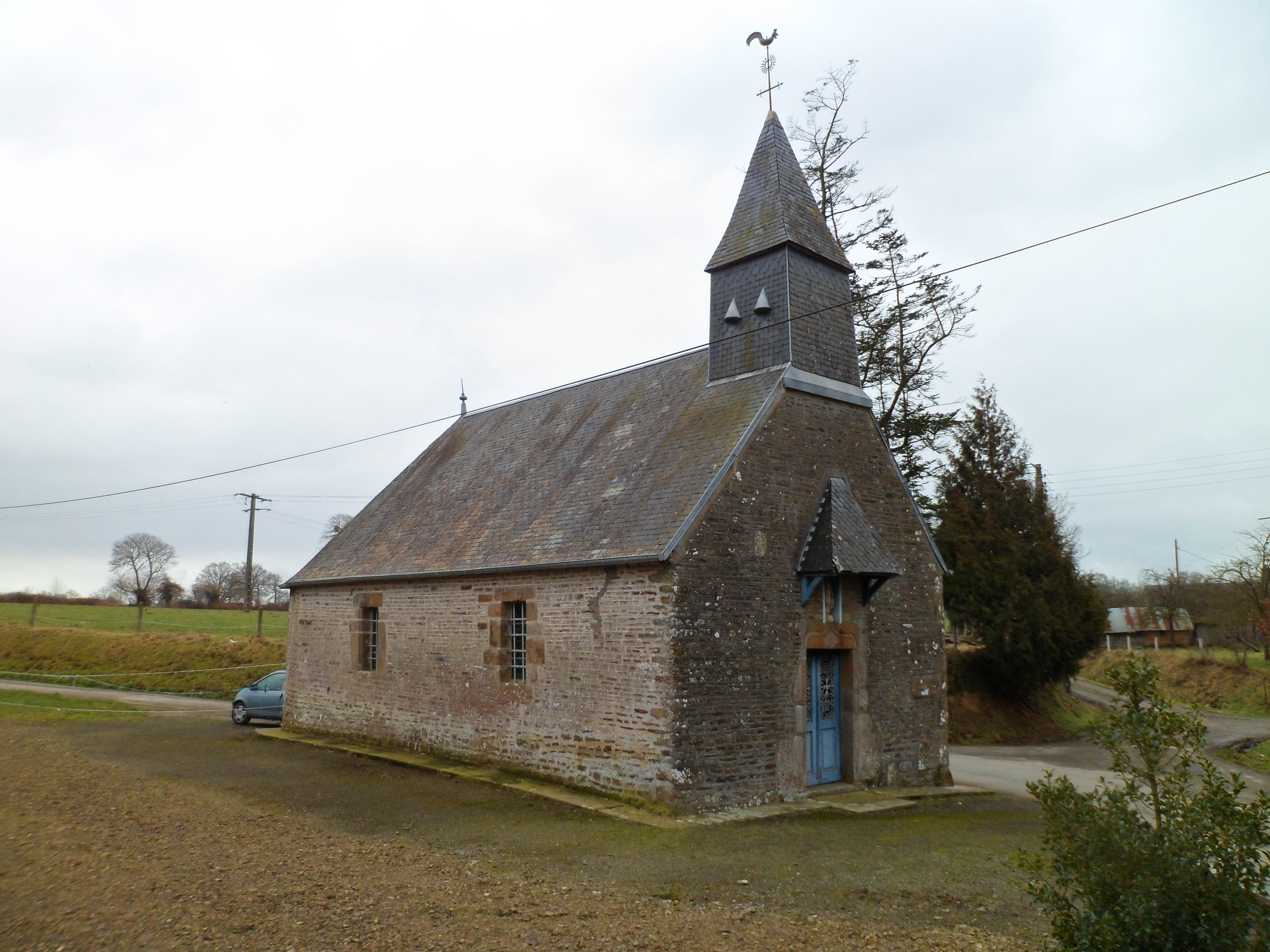
La chapelle de la Bizardière.

### Patrimoine civil
- L'ancien château de Touchet se situait à l'est de l'église (ferme de la cour). Il a été rasé lors de la Révolution.
- Le château du Bois d'Husson.
- Le château Saint-Jean.
- Le château de Bourberouge construit vers 1838 par la famille de Pracomtal.
- Château du Logis et sa chapelle.

### Patrimoine naturel
- Forêt de Mortain.

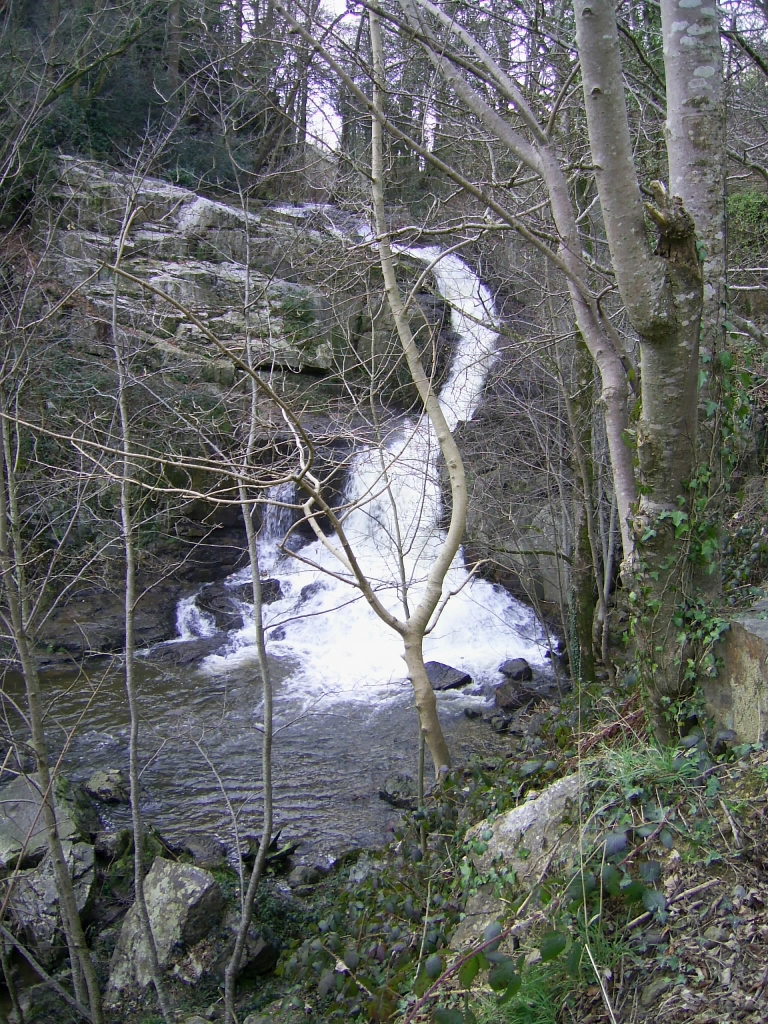
La Grande Cascade.

- Site des rochers en forêt de Mortain : rocher à la Vierge, rochers du Balcon, de Moulinet, de Vieille Bruyère, de Bouillant et du Dolmen.
- La Grande Cascade est située sur la Cance, en limite avec le Neufbourg.
- La Petite Cascade sur le Cançon près de sa confluence avec la Cance.

### Personnalités liées à la commune
- Baptiste Lecaplain est un humoriste né à Mortain en 1985 avant la création de Mortain-Bocage.

## Pour approfondir

### N
1. ↑  Population municipale 2022, légale en 2025.
2. ↑  Un chrismale est un petit coffret qui était suspendu au cou d'un missionnaire itinérant, pour transporter le saint sacrement. Cette coutume existait dans le Norvignetterie et en Irlande dans le haut Moyen Âge.
3. ↑  Située à Notre-Dame-du-Touchet à 7 km au sud ouest du centre-ville de Mortain
4. ↑  Située à 8 km du centre-ville de Mortain, il ne faut pas la confondre avec l'église romane Saint-Hilaire du Neufbourg sur la commune voisine qui, elle, est à 700 m de ce centre